# Esterházy János (felsőházi tag)
Esterházy János (Bécs, 1900. október 14. – 1967. június 11.) magyar huszárhadnagy, gazdálkodó, felsőházi tag.

## Élete
Római katolikus vallású, nagybirtokos családban született. Középiskolai tanulmányait a jezsuiták kalksburgi intézetében végezte, majd Zala vármegyei birtokára vonult gazdálkodni, ahol mező-, erdő- és szőlőgazdaságának ügyeit is vezette.
Viszonylag fiatalon bekapcsolódott a vármegyei közéletbe: tagja lett a megye törvényhatósági bizottságának és a kisgyűlésnek; a tapolcai járás mezőgazdasági bizottsága az elnökévé választotta és ugyancsak elnöke volt az Alsódunántúli Mezőgazdasági Kamara borszakosztályának is. A Magyar Kulturális Egyesületek Országos Szövetségében tiszteletbeli tagságot viselt.
Az 1939–1945-ös törvényhozási ciklusban a magyar országgyűlés Felsőházában is helyet foglalt, mint az örökösjogú főrendi családok képviselőinek egyike; a felsőház bizottságai közül az iparügyi és a közigazgatási bizottságban vállalt tagságot.